# 애기니스 딘
애기니스 딘(Agyness Deyn, 1983년 2월 16일 ~ )은 잉글랜드의 모델이다.

## 출연 작품
- 더 타이탄 - 프레야 업톤 역
- 페이션트 제로